# Huân chương Lông cừu vàng

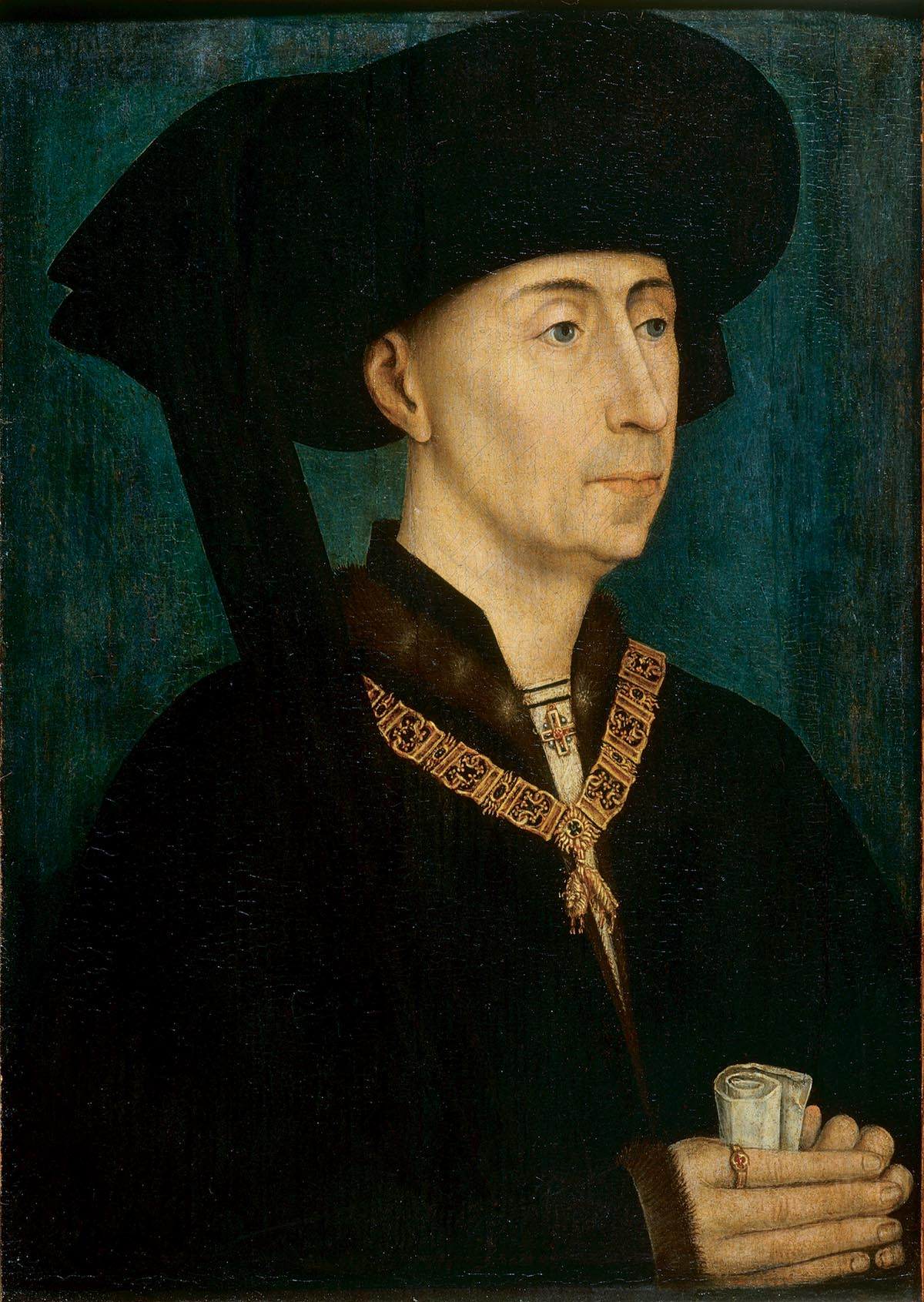
Philip III, Công tước xứ Burgundy, với cổ áo mang Huân chương Lông cừu vàng (bức chân dung của Rogier van der Weyden, năm 1450)

Huân chương Vinh danh Lông cừu vàng (tiếng Tây Ban Nha: Insigne Orden del Toisón de Oro, tiếng Đức: Orden vom Goldenen Vlies) là một Huân chương hiệp sĩ Công giáo được Philippe Tốt bụng, Công tước xứ Burgundy, lập ra ở Bruges (thuộc Vương quốc Bỉ ngày nay) vào năm 1430, để kỷ niệm cuộc hôn nhân của ông ấy với Isabella của Bồ Đào Nha. Ngày nay, hai nhánh của huân chương tồn tại độc lập nhau, đó là Lông cừu vàng Tây Ban Nha và Lông cừu vàng Áo; người đứng đầu và có quyền trao huân chương ở Tây Ban Nha là Felipe VI, Vua Tây Ban Nha và ở Áo là Karl von Habsburg, người đứng đầu Nhà Habsburg-Lorraine. Tổng Tuyên úy của chi nhánh Áo là Đức Hồng y Christoph Schönborn, Tổng Giám mục Viên, Áo.
Sự tách biệt của hai nhánh huân chương diễn ra do kết quả của Chiến tranh Kế vị Tây Ban Nha. Người đứng đầu của huân chương là Carlos II của Tây Ban Nha (thuộc Nhà Habsburg) đã qua đời vào năm 1700 mà không để lại người kế vị, và vì vậy việc kế vị ngai vàng của Tây Ban Nha và Huân chương Lông cừu vàng đã khơi mào một cuộc xung đột toàn cầu. Một mặt, Hoàng tử Karl, em trai của Joseph I Hoàng đế La Mã Thần thánh, đã tuyên bố vương quyền Tây Ban Nha thuộc về mình với tư cách là một thành viên quan trọng của Vương tộc Habsburg, giữ ngai vàng Tây Ban Nha trong gần hai thế kỷ. Tuy nhiên, vị vua quá cố của Tây Ban Nha đã chỉ định Hoàng tử Philip, Công tước xứ Anjou của Vương tộc Bourbon, cháu trai của chị gái ông, làm người kế vị theo di chúc. Sau khi chiến tranh kết thúc vào năm 1714, Philip được công nhận là vua của Tây Ban Nha nhưng, Hà Lan thuộc Tây Ban Nha - vùng lãnh thổ cũ của Burgundia, đã rơi vào tay người Nhà Habsburg của Áo. Do đó, hai triều đại, cụ thể là Bourbons của Tây Ban Nha và Habsburgs của Áo, kể từ đó các quân chủ của vương tộc Habsburg vẫn tiếp tục ban hành các phiên bản riêng biệt của Huân chương lông cừu vàng.
Lông cừu vàng đã được xem là Huân chương hiệp sĩ có uy tín và lịch sử lâu dài nhất trên thế giới. Vào năm 1789, Jean-François de Bourgoing đã viết rằng "số lượng hiệp sĩ của Lông cừu vàng rất hạn chế ở Tây Ban Nha, và đây là huân chương ở châu Âu, đã bảo tồn tốt nhất vẻ huy hoàng cổ đại của nó". Mỗi chiếc huân chương được làm bằng vàng nguyên khối và ước tính trị giá khoảng 50.000 euro vào năm 2018, khiến nó trở thành Huân chương đắt nhất. Các nhân vật hiện nay đang giữ Huân chương Hiệp sĩ Lông cừu vàng bao gồm Nhật hoàng Akihito của Nhật Bản, cựu Sa hoàng Simeon của Bulgaria, và Nữ vương Beatrix của Hà Lan, cùng 13 cá nhân khác. Hiệp sĩ của nhánh Áo bao gồm 33 nhà quý tộc và hoàng thân của các vùng lãnh thổ nhỏ ở Trung Âu, hầu hết trong số họ có nguồn gốc Đức hoặc Áo.